# 佐久医療センター
佐久医療センター（さくいりょうセンター）は、長野県佐久市にある病院。長野県厚生農業協同組合連合会（JA長野厚生連）が運営する。佐久総合病院の再構築計画において三次救急を含む急性期医療と紹介患者を対象とする専門医療に特化した病院として2014年3月1日に開業した。

## 概要
設備の老朽化、陳腐化が進んだ佐久総合病院を再構築するにあたり、高度医療、先端医療を担う基幹高度医療センターを新設して、従来の本院は健康管理、リハビリ、精神医療、福祉と一体化した医療を担う地域医療センターとして改築することとなった。その中で基幹高度医療センターとして新設されたのが本センターである。
救命救急センター（20床）が本院から移転しており、集中治療室 (GICU) 16床、高度治療室 (HCU) 20床、新生児集中治療室 (NICU) 6床、新生児治療回復室 (GCU) 12床など急性期患者、高リスク患者に対応する設備を有する。長野県ドクターヘリの信州ドクターヘリ佐久についても基地病院を本センターに移行している。

## 診療科
高度医療、先端医療に機能分化しているため、外来受診にはかかりつけ医による紹介状と診療予約が必要となる。
- 呼吸器内科
- 循環器内科
- 腎臓内科
- 血液内科
- 糖尿病・内分泌内科
- 緩和ケア内科
- 内視鏡内科
- 腫瘍内科
- 消化器内科
- リウマチ・膠原病内科
- 神経内科、小児科
- 呼吸器外科
- 甲状腺外科
- 小児外科
- 心臓血管外科
- 消化器外科
- 乳腺外科
- 肛門外科
- 整形外科
- 形成外科
- 泌尿器科
- 産科
- 婦人科
- 耳鼻咽喉科
- 放射線診断科
- 放射線治療科
- 麻酔科
- リハビリテーション科
- 歯科口腔外科

### センター
- 救命救急センター
- 脳卒中・循環器病センター
- がん診療センター
- 周産期母子医療センター
- 高機能診断センター

### 診療協力部門
- 看護部
- 薬剤部
- 診療技術部
- 管理部
- 臨床研究・治験センター
- 医療安全管理室
- 患者サポートセンター

## 指定
- 救命救急センター
- 地域災害医療センター（長野県災害拠点病院）
- 地域がん診療連携拠点病院
- 地域周産期母子医療センター
- 臨床研修指定病院
- 第2種感染症指定医療機関
- 信州ドクターヘリ運航病院（ドクターヘリ基地病院）
- 地域医療支援病院

## アクセス
- JR東日本北陸新幹線(長野経由)佐久平駅から自動車で約5分
- JR東日本小海線北中込駅から徒歩で約5分
- 中部横断自動車道佐久中佐都インターチェンジから自動車で約5分
- 佐久医療センター停留所があり千曲バスの中仙道線バスが発着。立科町役場行きと中込駅行きが利用可能。

かつては千曲バス臼田～長野線・佐久～池袋線も発着した。